# Illja Kowtun
Illja Jurijowytsch Kowtun (ukrainisch Ілля Юрійович Ковтун, englisch Illia Kovtun; * 10. August 2003 in Tscherkassy) ist ein ukrainischer Kunstturner, der seit 2025 die sportliche Staatsbürgerschaft von Kroatien innehat, wo er seit kurz nach dem Beginn des Russischen Überfall auf die Ukraine 2022 trainiert. Bis dahin gewann er für die Ukraine bei den Turn-Weltmeisterschaften 2021 die Bronze- und bei denen 2023 die Silbermedaille im Einzelmehrkampf und mehrere Goldmedaillen bei Turn-Europameisterschaften. Er nahm an den Olympischen Sommerspielen in Tokio und Paris teil, wo er 2024 die Silbermedaille am Barren gewinnen konnte.

## Karriere

### Bei den Junioren
Bei den Junioren-Weltmeisterschaften 2019 in Győr gewann Kowtun eine Silbermedaille im Mannschaftsmehrkampf und die Bronzemedaille im Einzelmehrkampf. Beim Europäischen Olympischen Jugendfestival 2019 in Baku gewann Kowtun vier Goldmedaillen (Einzelmehrkampf, Barren, Reck, Mannschaftsmehrkampf) und eine Silbermedaille.

### Bei den Erwachsenen
Bei den Turn-Europameisterschaften 2021 in Basel gewann Kowtun die Bronzemedaille im Einzelmehrkampf. Er erreichte ebenfalls die Finals am Barren (fünfter Platz) und am Pauschenpferd (achter Platz).
Bei den Olympischen Sommerspielen in Tokio gelang Kowtun zusammen mit Petro Pachnjuk, Ihor Radiwilow und Jewhen Judenkow die Qualifikation für das Finale im Mannschaftsmehrkampf. In diesem trat Kowtun am Boden, am Pferd, am Barren und am Reck an. Im Gesamtergebnis erreichte die ukrainische Mannschaft den siebten Platz. Im Einzelmehrkampf erreichte Kowtun mit Platz 34 in der Qualifikation das Finale. Dort wurde er Elfter.
Bei seinen ersten Weltmeisterschaften, 2021 in Kitakyūshū, gewann Kowtun die Bronzemedaille im Einzelmehrkampf. Im Finale am Barren wurde er Siebter. Ende 2021 benannte die Fédération Internationale de Gymnastique ein Element am Barren nach Kowtun.
Im Jahr 2022 gewann Kowtun bei allen vier Welt-Cup-Turnieren (Turnier der Meister in Cottbus, Doha, Kairo und Baku) die Goldmedaille am Barren. Bei der Siegerehrung in Doha am 5. März, zwei Wochen nach dem russischen Überfall auf die Ukraine, zeigte der Gewinner der Bronzemedaille, Iwan Kuljak, auf dem Podium das Militär- und Propagandazeichen Z auf seinem Trikot. Kowtun, der als Sieger direkt neben Kuljak auf dem Podium stand, bemerkte dies erst nach der Siegerehrung. Kuljak erhielt für sein Verhalten in Doha eine Sperre von einem Jahr.
Kowtun kehrte aufgrund des anhaltenden Krieges nicht in die Ukraine zurück. Ihm und seinem Team wurde Obdach bei mehreren europäischen Turnclubs gewährt, in denen sie im Exil trainieren und sich auf weitere Wettkämpfe vorbereiten konnten. Zunächst waren sie einige Tage bei Blau-Weiss Buchholz in Deutschland, bevor sie die nächsten zwei Monate bei Palestra Ginnastica Ferrara in Italien verbracht haben. Von ihren temporären Trainingsorten aus haben Kowtun und sein Team an nationalen und internationalen Wettkämpfen teilgenommen. Kowtun selbst ist mehrmals für Monaco in der französischen Turnliga angetreten.
Von Mitte 2022 an trainierte die Gruppe von rund 15 Personen inklusive Trainern und einigen Familienmitgliedern in einer Turnhalle in Osijek. Ein Großteil ist im Jahr 2022 in die Ukraine zurückgekehrt, Kowtun verblieb jedoch in Kroatien. Anfang 2025 wurde bekannt, dass Kowtun die sportliche Staatsbürgerschaft von Ukraine zu Kroatien wechseln wolle, was beim Heimatverband zu umfangreicher Kritik geführt hat. Am 11. Juli 2025 akzeptierte der Fédération Internationale de Gymnastique den Wechsel, ab dem 10. Juli 2026 kann er nach der einjährigen Übergangsfrist offiziell für Kroatien bei Wettkämpfen antreten.
In der Deutschen Turnliga turnte Kowtun von 2019 bis 2020 für den SC Cottbus in der 1. Bundesliga, seit 2021 für die KTV Straubenhardt, mit welcher er 2023 und 2024 Meister.
Bei den Olympischen Spielen 2024 in Paris gewann Kowtun die Silbermedaille am Barren.

## Galerie

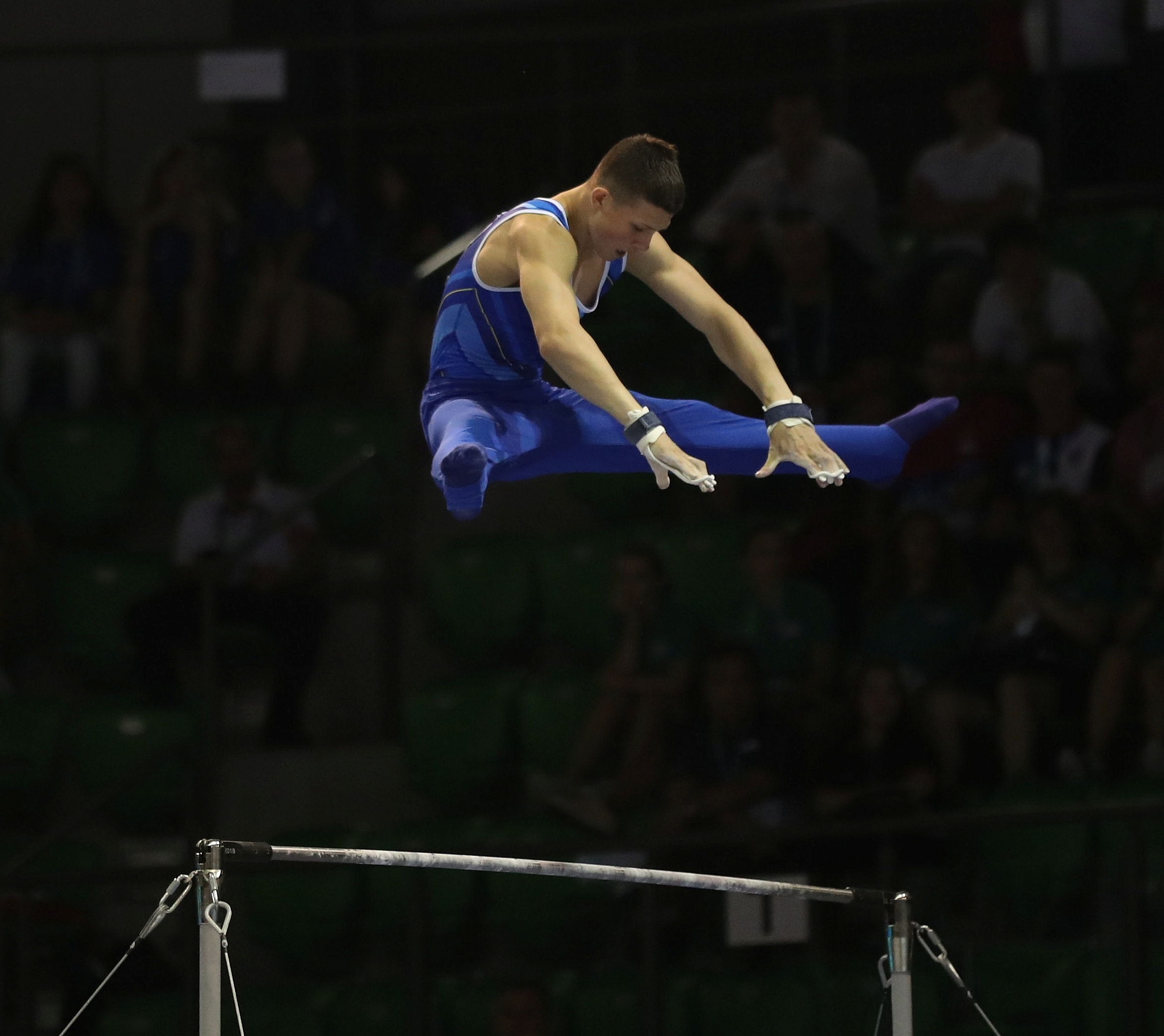
Kowtun am Reck (2019)
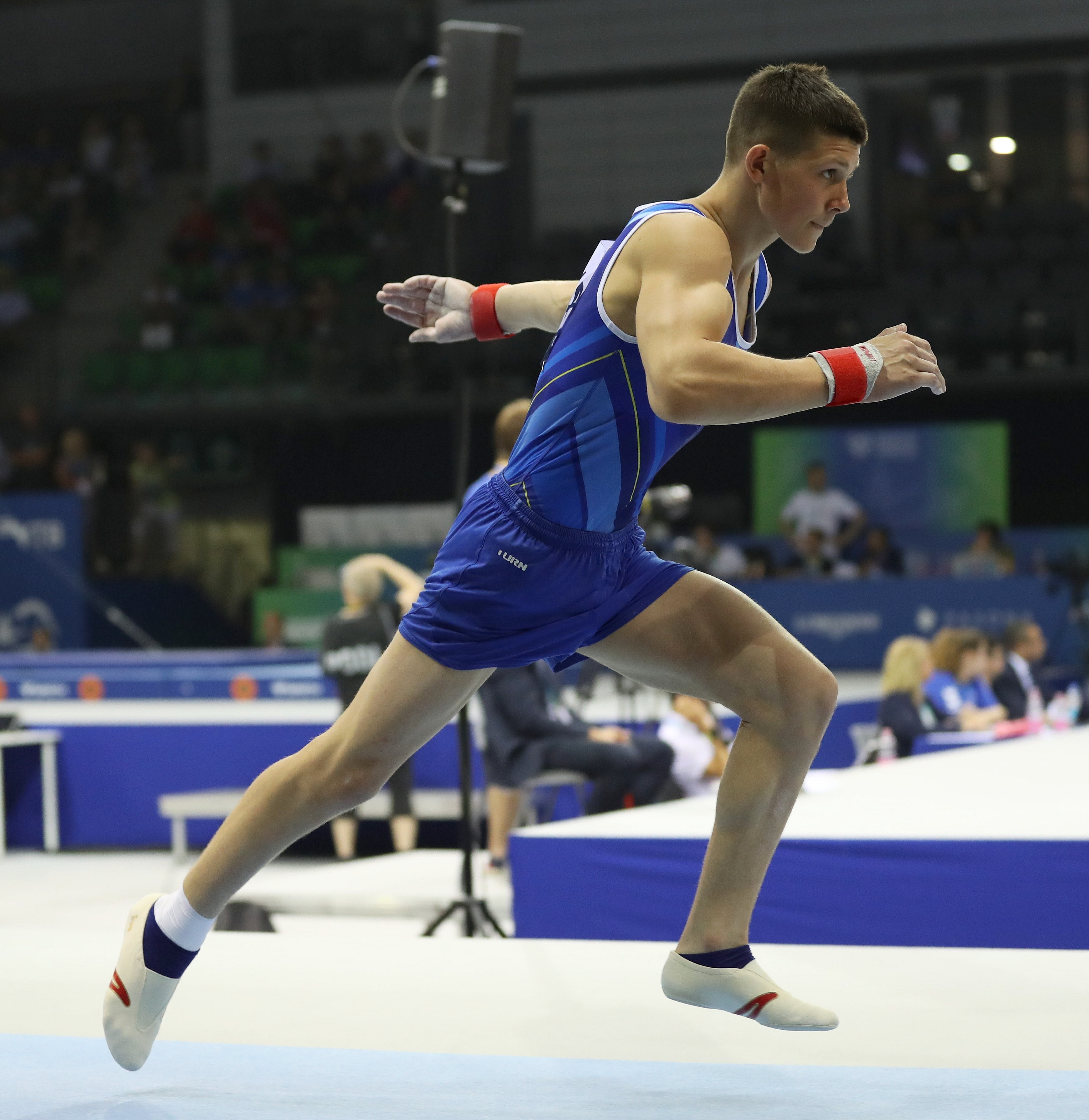
Kowtun beim Anlauf zum Sprung (2019)
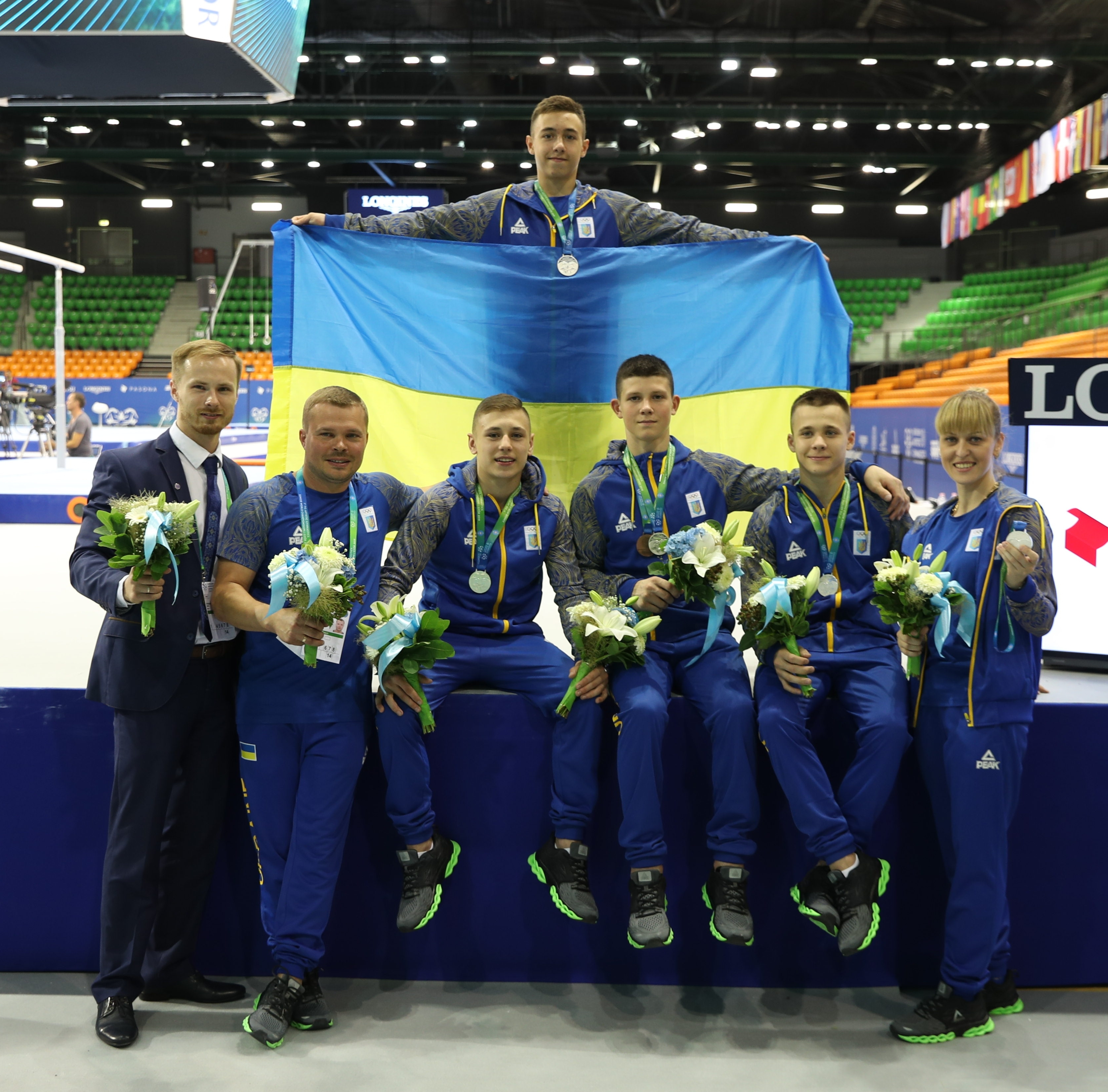
Ukrainische Mannschaft mit Silbermedaillen bei der Junioren-WM 2019
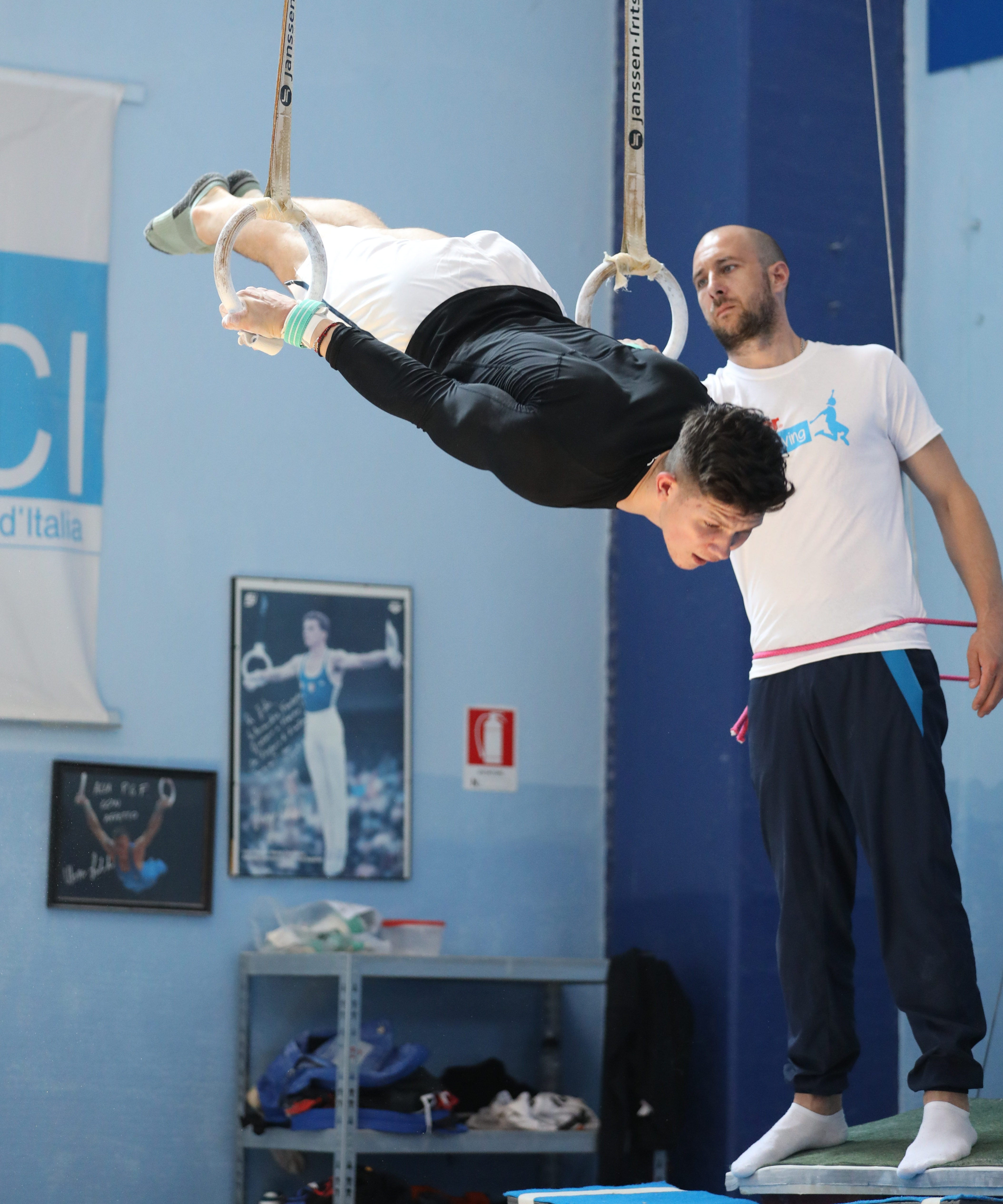
Kowtun an den Ringen mit einem seiner Trainer (2022)
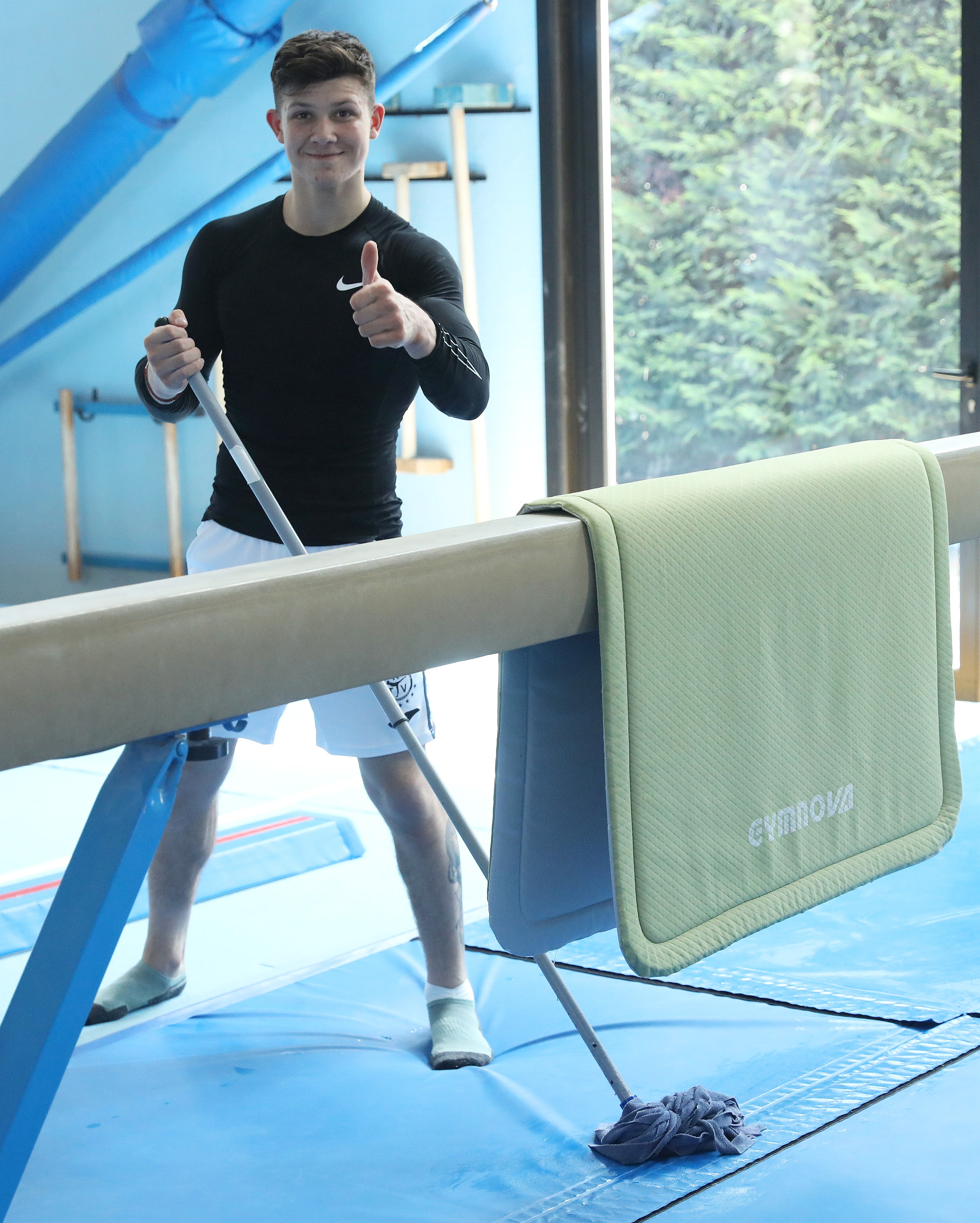
Kowtun bei der Reinigung der Turnhalle in Ferrara (2022)
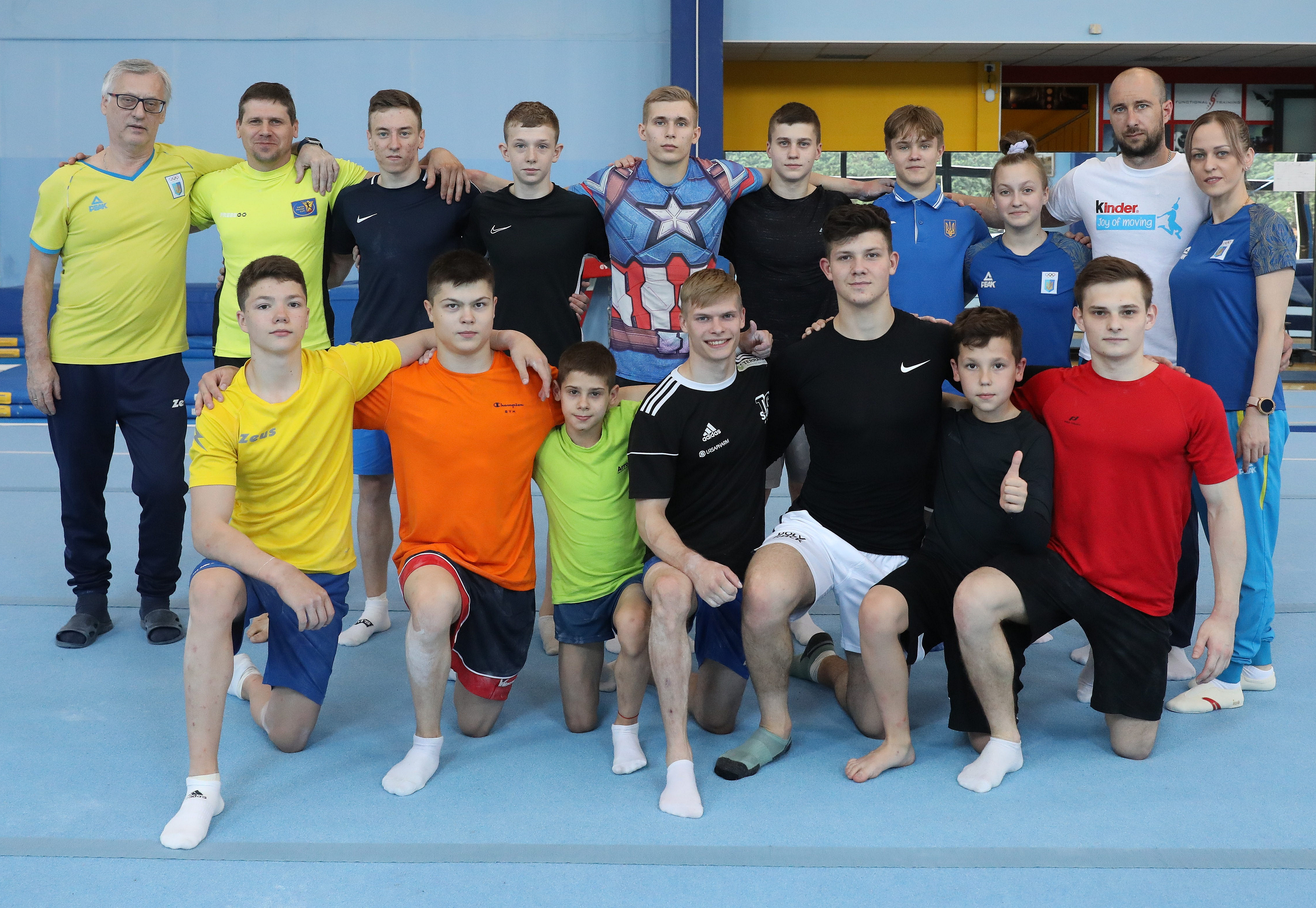
Ukrainische Mannschaft im italienischen Exil (2022)